# Teresa Kotkowska-Rzepecka
Teresa Aleksandra Kotkowska-Rzepecka (ur. 1948 w Słoneczniku na Warmii) – wykładowca akademicki, profesor zwyczajny na wydziale Malarstwa Krakowskiej ASP, artysta malarz.
Ukończyła Państwowe Liceum Sztuk Plastycznych w Supraślu. W latach 1967–1973 studiowała na Wydziale Malarstwa w pracowni prof. W. Taranczewskiego w krakowskiej Akademii Sztuk Pięknych – dyplom z wyróżnieniem w 1973 roku. W 1975 roku podjęła pracę pedagogiczną na Wydziale Malarstwa w ASP w Krakowie. Jako profesor zwyczajny prowadziła pracownię malarstwa oraz sprawowała opiekę nad doktorantami.
Uprawia malarstwo, zorganizowała 56 indywidualnych wystaw w muzeach i galeriach m.in.: w Warszawie, Krakowie, Morągu, Rzeszowie, Nowym Sączu, Miechowie, Krzeszowicach, Kielcach, Łodzi, Radomiu, Olkuszu, Szydłowcu, Gorlicach, Krośnie, Olsztynie, Opolu, Czeladzi, Zakopanem, Myślenicach, Nysie, Szwecji.
Uczestniczyła w ponad 246 wystawach zbiorowych w kraju i za granicą m.in.: w Wielkiej Brytanii, Francji, na Węgrzech, wielokrotnie w USA, Szwecji, Niemczech, Irlandii, Ukrainie, Chorwacji, Warszawie, Krakowie, Wrocławiu, Katowicach, Rzeszowie, Szczecinie, Ostrowcu Świętokrzyskim, Tarnobrzegu, Toruniu, Łodzi, Będzinie, Krakowie.
Była wielokrotnie nagradzana za twórczość i dydaktykę oraz jest siedmiokrotną stypendystką Ministerstwa Kultury i Sztuki.
W 2005 została odznaczona Złotym Krzyżem Zasługi.
W roku 2018 otrzymała Nagrodę Ministra Kultury i Dziedzictwa Narodowego – za osiągnięcia dydaktyczne.
2018 – otrzymała Srebrny Medal „Zasłużony Kulturze Gloria Artis”.
2018 – odznaczona Złotym Medalem za Długoletnią Służbę
2021 – Medal Vive l’art – za wybitne osiągnięcia artystyczne
Jej prace znajdują w zbiorach muzealnych, galeriach BWA, w kolekcjach prywatnych w kraju i za granicą.
Prace w zbiorach: Muzeum Narodowe w Krakowie, Muzeum Historyczne Miasta Krakowa – Kraków, Muzeum ASP Kraków, Muzeum Diecezjalne – Rzeszów, Sztuka Polska – oddział w Krakowie, w Nowohuckim Centrum Kultury – Kraków, w galeriach BWA w Opolu, Olsztynie, w Urzędach Miasta Krakowa, Myślenic, w Fundacji Rozwoju Kardiochirurgii „COR AEGRUM” w Krakowie, Mazowieckim Centrum Sztuki Współczesnej Elektrownia w Radomiu, w kolekcji Wyższej Szkoły Filozoficzno – Pedagogicznej Ignatianum w Krakowie, w kolekcji Agencji Artystycznej GAP oraz w kolekcjach prywatnych w kraju i za granicą.
Ważniejsze nagrody: 1975 r. III nagroda na Konfrontacjach Środowisk Plastycznych w Krakowie; 1976 r. I nagroda: Sztuka dla Krakowa; 2000 r. wyróżnienie na V Jesiennym Salonie Sztuki w Ostrowcu Świętokrzyskim; 2004 r. I wyróżnienie honorowe na Salonie Zimowym w Krakowie. Za rok 2008 – nominowana do najlepszej wystawy w galeriach krakowskich.
2016 – III nagroda na 13 Międzynarodowym Jesiennym Salonie Sztuki w Ostrowcu Świętokrzyskim.